# Centwine av Wessex
Centwine av Wessex, död 685, var en engelsk monark. Han var kung av Wessex 676–685. 